# Park Narodowy Schwarzwaldu

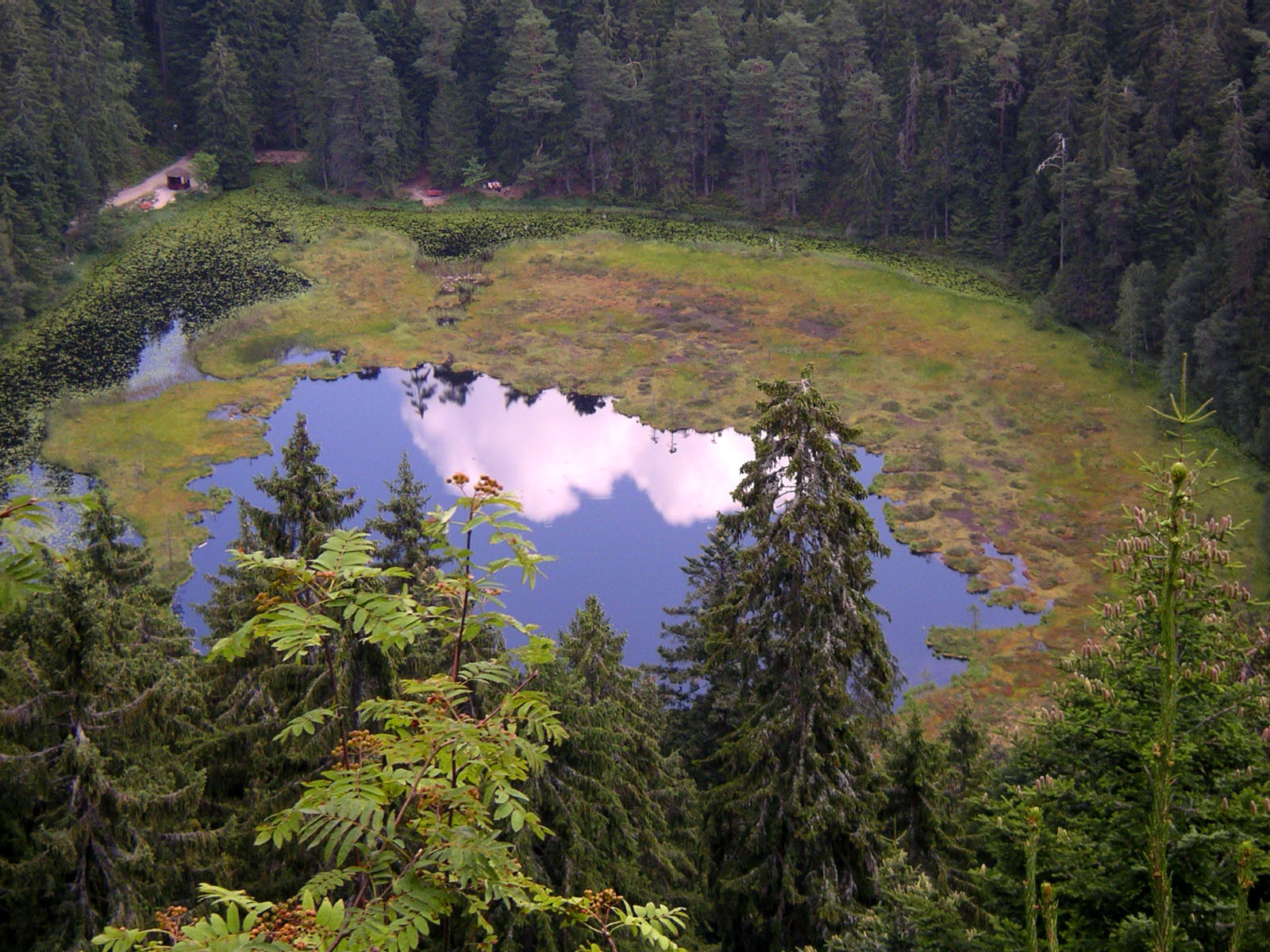
Huzenbachersee, jedno z jezior wytopiskowych na terenie parku

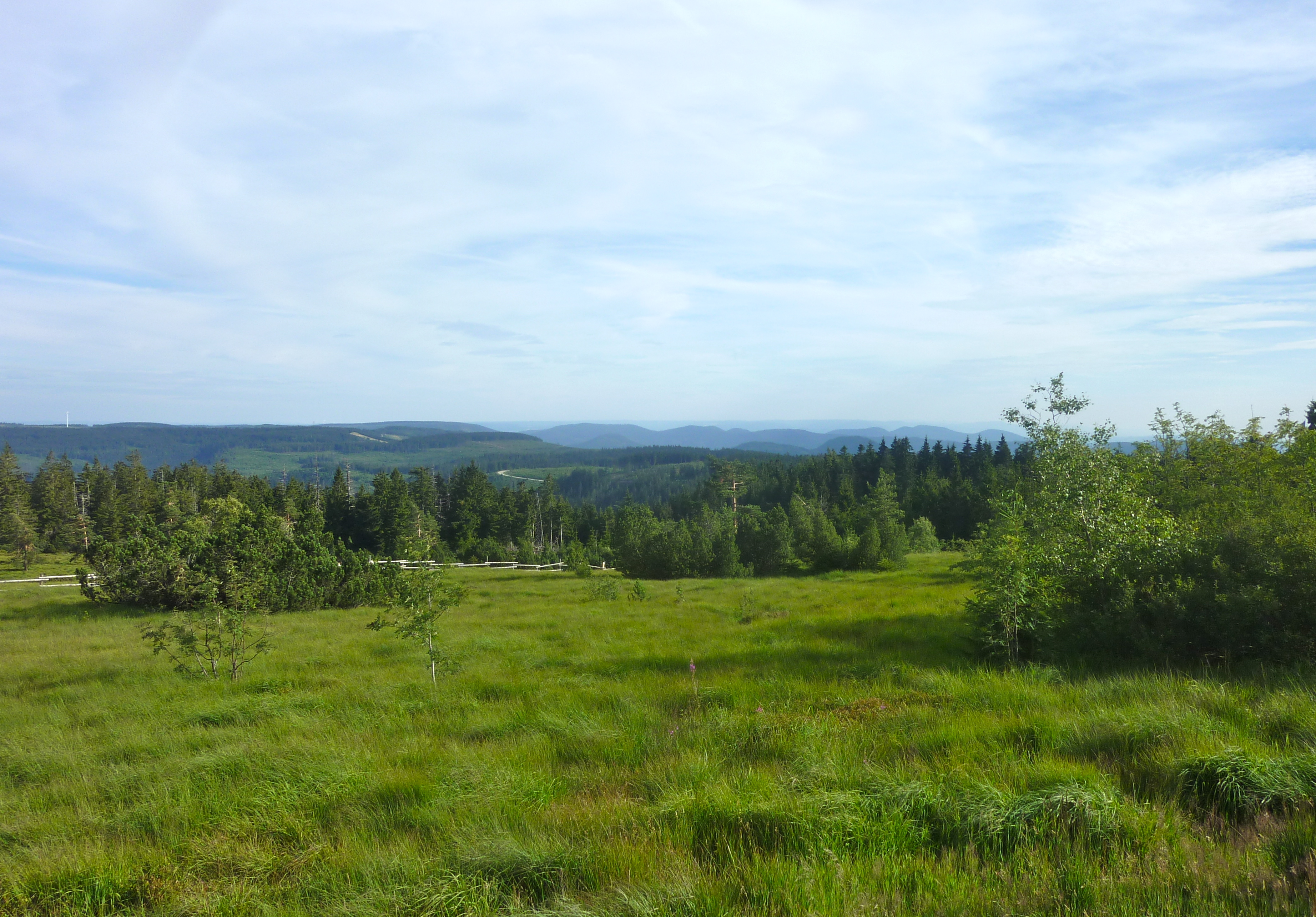
Łąki górskie typu grinde na szczycie Schliffkopf w granicach parku

Park Narodowy Schwarzwaldu (niem. Nationalpark Schwarzwald) – 15. park narodowy w Niemczech powołany decyzją landtagu Badenii-Wirtembergii 28 listopada 2013 r. z dniem wejścia w życie 1 stycznia 2014 roku. Park zajmuje 10 062 ha w północnej części masywu Schwarzwaldu i jest pierwszym parkiem narodowym w Badenii-Wirtembergii.

## Chroniony obszar
Nowy park składa się z dwóch części, oddalonych od siebie o około 3,5 km. Południowy obwód Ruhestein ma 7615 ha i rozciąga się na południowy wschód od najwyższego szczytu północnego Schwarzwaldu, Hornisgrinde (1163 m n.p.m.) i dolinę potoku Schönmünz. Północny obwód Hoher Ochsenkopf/Plättig o obszarze 2447 ha obejmuje górę Hoher Ochsenkopf (1055 m n.p.m.) i tereny między Badener Höhe (1002 m n.p.m.) a Plättig, położone w granicach miasta Baden-Baden. Z administracyjnego punktu widzenia leży na terenie powiatów: Freudenstadt, Ortenau, Rastatt i w mieście na prawach powiatu Baden-Baden.
Na terenie parku znajdują się wszystkie charakterystyczne dla północnej części masywu górskiego krajobrazy przyrodnicze: lasy z 62% udziałem świerka i 14% jodły, rodzaj hal zwanych tu Grinde, jeziora wytopiskowe, wąwozy, wodospady i bloki skalne. Obszar parku przecina turystyczna szosa widokowa Schwarzwaldhochstraße oraz kilka mniejszych dróg. Z granic parku wyłączono zabudowania, wyciągi narciarskie, skocznię i tereny prywatne.

## Fauna i flora
Do rzadkich gatunków zwierząt i roślin występujących w Parku Narodowym należą popielice, żmije, orlik i wełnianka. Oprócz tego występują tu typowi przedstawiciele fauny Schwarzwaldu tacy jak jeleń szlachetny, dzięcioł trójpalczasty czy sóweczka zwyczajna.

## Założenia
Międzynarodowa Unia Ochrony Przyrody (IUCN) zaleca podwyższone standardy wobec nowo powstających parków narodowych, określanych mianem rozwojowych (ang. developing national park, niem. Entwicklungsnationalpark), jakie m.in. powołuje się na terytorium Niemiec. Wśród nich jest obszar przekraczający 10 000 ha, aby móc w całości pomieścić co najmniej jeden ekosystem, oraz zapewnienie takich środków, by przynajmniej na 75% terenu przyroda została pozostawiona samej sobie (jako rezerwat ścisły), co w przypadku Parku Narodowego Schwarzwaldu ma w pełni nastąpić po 30 latach. Takie założenie zostały przyjęte przez ustawodawcę i aktywność człowieka będzie podejmowana w celu przyspieszenia możliwości powrotu lasu do stanu zbliżonego do naturalnego, a z czasem stopniowa ograniczana. Okres przejściowy ma również pozwolić na dostosowanie się lokalnej ludności do nowych warunków.
Ustawa precyzuje sposób wyłonienia zarządu parku oraz organy władz, stowarzyszenia i inne organizacje, które są uprawnione do posiadania przedstawicieli w radzie naukowej parku (Beirat).

## Konsultacje społeczne
Idea powołania parku narodowego na terenie Schwarzwaldu pochodzi z początku lat 90. XX wieku, jednak spotkała się ze sporym sprzeciwem miejscowej ludności.
Ponowne przygotowania do utworzenia parku narodowego rozpoczęto w 2011. Przygotowana na potrzeby przedsięwzięcia analiza uwzględniała m.in. wpływ parku na ograniczenie gospodarki leśnej i zaopatrzenia mieszkańców i tartaków w drewno, turystykę oraz rozmiar strat wywołanych szkodnikami leśnymi (m.in. kornikami), które rozprzestrzenią się po zaprzestaniu stosowania środków ochronnych i możliwości odseparowania ich od terenów poza parkiem. W czerwcu 2013 rozpoczęły się dwumiesięczne konsultacje społeczne, które przyciągnęły zarówno zwolenników, jak i przeciwników. Według sondażu ok. 75% mieszkańców gmin, na których obszarze wyznaczono park, sprzeciwiła się jego powstaniu. Z drugiej strony większość terenów przeznaczonych pod park należała do państwa i podlegała już ochronie w innych formach, co jest zresztą warunkiem koniecznym powołania parku według federalnej ustawy o ochronie środowiska. W ramach kompromisu ograniczono obszar parku i wprowadzono 30-letni okres przejściowy we wdrażaniu wszystkich przepisów ochronnych.